# Usambara-Buschhörnchen
Das Usambara-Buschhörnchen, auch Lushoto- oder Svynnerton-Buschhörnchen (Paraxerus vexillarius) ist eine Hörnchenart aus der Gattung der Afrikanischen Buschhörnchen (Paraxerus). Es kommt nur in einigen Bergregionen im Nordosten und Süden von Tansania vor.

## Merkmale
Das Usambara-Buschhörnchen erreicht eine durchschnittliche Kopf-Rumpf-Länge von 19,0 bis 26,4 Zentimetern, der Schwanz ist 18,0 bis 21,0 Zentimeter lang. Das Gewicht beträgt etwa 250 Gramm. Die Hinterfußlänge beträgt 45 bis 52 Millimeter, die Ohrlänge 15 bis 18 Millimeter. Es handelt sich um ein mittelgroßes bis großes Hörnchen mit einem gräulich-braunen bis olivbraunen Rückenfell. Das Bauchfell ist taubengrau, die Beine und Füße rötlich-orange. Das Gesicht ist rötlich im Bereich der Nase und des Maules sowie in einem breiten Streifen über die Augen bis zu den Ohren. Der Schwanz ist vergleichsweise lang mit einer Länge von etwa 85 Prozent der Kopf-Rumpf-Länge. Er ist an der Basis braun, darauf folgen braune und blasse weißliche Ringe, die Spitze kann orangefarben sein.
| 1 | · | 0 | · | 2 | · | 3 | = 22 |
| 1 | · | 0 | · | 1 | · | 3 | = 22 |

Der Schädel hat eine Gesamtlänge von 53,0 bis 54,0 Millimetern und eine Breite von 31,0 bis 33,6 Millimetern. Wie alle Arten der Gattung besitzt die Art im Oberkiefer pro Hälfte einen zu einem Nagezahn ausgebildeten Schneidezahn (Incisivus), dem eine Zahnlücke (Diastema) folgt. Hierauf folgen zwei Prämolare und drei Molare. Die Zähne im Unterkiefer entsprechen denen im Oberkiefer, allerdings nur mit einem Prämolaren. Insgesamt verfügen die Tiere damit über ein Gebiss aus 22 Zähnen. Der knöcherne Gaumen endet am Vorderrand der letzten Molaren.
Das Rotbauchige Buschhörnchen ähnelt anderen Afrikanischen Buschhörnchen und unterscheidet sich von diesen vor allem durch die Färbung. Das Rotbauchige Buschhörnchen (Paraxerus palliatus) hat eine auffällige rote bis orangefarbene Bauchfärbung und ist über ein größeres Gebiet verbreitet. Das Schwarzrote Buschhörnchen (Paraxerus lucifer) ist durch eine rote Färbung und einen schwarzen Rückenfleck gekennzeichnet, es kommt nur im Süden von Tansania und in Malawi vor.

## Verbreitung
Das Usambara-Buschhörnchen kommt nur in einigen Bergregionen im Nordosten und Süden von Tansania vor. Dabei kommt die Nominatform in den Eastern Arc Mountains und dort in den Usambara-Bergen um Amani, Lushoto, Magamba und Mazumbai, dem Uluguru um Bagiro und den Udzungwa-Bergen um Kigogo vor. Darüber hinaus wurde es aus den Ukinga-Bergen und dem Katessa-Wald dokumentiert. Die Unterart Paraxerus vexillarius byatti lebt am Kilimandscharo oberhalb von 1900 Metern.

## Lebensweise
Über die Lebensweise des Usambara-Buschhörnchens liegen nur sehr wenige Informationen vor. Es lebt in den Bäumen der Bergwäldern und ist wahrscheinlich wie alle Buschhörnchen tagaktiv und herbivor. Als Nahrung bevorzugt es Samen und Früchte.

## Systematik
Das Usambara-Buschhörnchen wird als eigenständige Art innerhalb der Gattung der Afrikanischen Buschhörnchen (Paraxerus) eingeordnet, die aus elf Arten besteht. Die wissenschaftliche Erstbeschreibung stammt von dem Zoologen P.S. Kershaw aus dem Jahr 1923, der die Tiere anhand von Individuen aus Lushoto in den Usambara-Bergen in Tansania als Funisciurus vexillarius beschrieb.
Innerhalb der Art werden mit der Nominatform zwei Unterarten unterschieden:
- Paraxerus vexillarius vexillarius: Nominatform; kommt in den Usambara-, Uluguru- und Ukinga-Bergen im Süden von Tansania vor.
- Paraxerus vexillarius byatti: Die Unterart lebt im Bereich des Kilimandscharo im Nordosten von Tansania. Sie besitzt keine orangefarbenen Anteile in der Schwanzspitze und ein mehr ockerfarbenes Rückenfell, der Bauch ist dunkler.

Teilweise werden diese beiden Unterarten als eigenständige Arten betrachtet, Paraxerus vexillarius byatti wurde zudem teilweise dem Schwarzroten Buschhörnchen (Paraxerus lucifer) zugeordnet.

## Status, Bedrohung und Schutz
Das Usambara-Buschhörnchen wird von der International Union for Conservation of Nature and Natural Resources (IUCN) als Art der Vorwarnliste (near threatened) eingestuft. Begründet wird dies durch das sehr kleine Verbreitungsgebiet von weniger als 20.000 km² sowie den Rückgang verfügbarer Habitate. Dabei wird die Art nahe der Grenze zur gefährdeten Art betrachtet. Die Hauptgefährdungsgründe für die Art sind nur wenig bekannt, man geht jedoch davon aus, dass sie von Primärwaldgebieten abhängt und somit sehr stark vom Rückgang dieser Lebensräume in ihrem Verbreitungsgebiet und der Umwandlung von Waldgebieten in landwirtschaftliche Flächen und Plantagenpflanzungen betroffen ist.

## Belege
1. 1 2 3 4 5 6 7 8 9 10  Richard W. Thorington Jr., Chad E. Shennum: Paraxerus vexillarius, Swynnerton's Bush Squirrel. In: Jonathan Kingdon, David Happold, Michael Hoffmann, Thomas Butynski, Meredith Happold und Jan Kalina (Hrsg.): Mammals of Africa Volume III. Rodents, Hares and Rabbits. Bloomsbury, London 2013, S. 87–88; ISBN 978-1-4081-2253-2.
2. 1 2 3 4 5  Richard W. Thorington Jr., John L. Koprowski, Michael A. Steele: Squirrels of the World. Johns Hopkins University Press, Baltimore MD 2012; S. 245–246. ISBN 978-1-4214-0469-1
3. ↑  Peter Grubb: Genus Paraxerus, Bush Squirrels. In: Jonathan Kingdon, David Happold, Michael Hoffmann, Thomas Butynski, Meredith Happold und Jan Kalina (Hrsg.): Mammals of Africa Volume III. Rodents, Hares and Rabbits. Bloomsbury, London 2013, S. 72–74; ISBN 978-1-4081-2253-2.
4. 1 2  Paraxerus vexillarius in der Roten Liste gefährdeter Arten der IUCN 2016-1. Eingestellt von: P. Grubb, 2008. Abgerufen am 5. September 2016.
5. 1 2  Paraxerus vexillarius. In: Don E. Wilson, DeeAnn M. Reeder (Hrsg.): Mammal Species of the World. A taxonomic and geographic Reference. 2 Bände. 3. Auflage. Johns Hopkins University Press, Baltimore MD 2005, ISBN 0-8018-8221-4.